# دافيد فيريرو
دافيد فيرييرو (بالإسبانية: David Ferreiro) (1 أبريل 1988 بأورينسي في إسبانيا - ) هو لاعب كرة قدم إسباني في مركز الوسط. لعب مع راسينغ سانتاندير ونادي أورينسي ونادي إيركوليس ونادي سمورة ونادي غرناطة ونادي قادش ونادي لوغو وCF Atlético Ciudad ‏.

## وصلات خارجية
- دافيد فيريرو على موقع قاعدة بيانات كرة القدم.إي يو (الإنجليزية)
- دافيد فيريرو على موقع Soccerbase.com (لاعب) (الإنجليزية)
- دافيد فيريرو على موقع Soccerway.com (الإنجليزية)
- دافيد فيريرو على موقع AS.com (الإسبانية)